# Demarcações territoriais da Cidade do México

Mapa da Cidade do México dividida em demarcações territoriais.

As demarcações territoriais da Cidade do México constituem um tipo de divisão administrativa presente na Cidade do México. Trata-se de divisões territoriais e político-administrativas semelhantes a dos municípios mexicanos, embora haja diferenças jurídicas e administrativas.

## Reforma política de 2015
No dia 28 de abril de 2015, o Senado do México aprovou, com 88 votos a favor, 27 contra e uma abstenção, uma reforma política visando dar maior autonomia à Cidade do México. As principais mudanças estabelecidas pela reforma, que entraram em vigor em 2018, foram:
1. O território mexicano denominado Distrito Federal mudará seu nome para Cidade do México, tornando-se a 32ª entidade federativa, e continuará sendo a capital do país;
2. A Cidade do México passará a contar com uma constituição;
3. As delegações tornarão-se demarcações territoriais da Cidade do México e serão administradas por prefeitos.

## Lista de demarcações territoriais
| Demarcação territorial | População (2015) | Superfície (km²) | Código INEGI | Latitude      | Longitude     |
| ---------------------- | ---------------- | ---------------- | ------------ | ------------- | ------------- |
| Álvaro Obregón         | 749.982          | 96               | 09010        | 19° 23' 26" N | 99° 11' 43" O |
| Azcapotzalco           | 400.161          | 34               | 09002        | 19° 29' 02" N | 99° 11' 03" O |
| Benito Juárez          | 417.416          | 27               | 09014        | 19° 22' 19" N | 99° 09' 28" O |
| Coyoacán               | 608.479          | 54               | 09003        | 19° 21' 00" N | 99° 09' 43" O |
| Cuajimalpa de Morelos  | 199.224          | 71               | 09004        | 19° 21' 26" N | 99° 17' 59" O |
| Cuauhtémoc             | 532.553          | 33               | 09015        | 19° 26' 29" N | 99° 09' 06" O |
| Gustavo A. Madero      | 1.164.477        | 88               | 09005        | 19° 28' 58" N | 99° 06' 48" O |
| Iztacalco              | 390.348          | 23               | 09006        | 19° 23' 45" N | 99° 05' 51" O |
| Iztapalapa             | 1.827.868        | 113              | 09007        | 19° 21' 32" N | 99° 05' 33" O |
| La Magdalena Contreras | 243.886          | 64               | 09008        | 19° 18' 17" N | 99° 14' 29" O |
| Miguel Hidalgo         | 364.439          | 46               | 09016        | 19° 24' 26" N | 99° 11' 26" O |
| Milpa Alta             | 137.927          | 288              | 09009        | 19° 11' 28" N | 99° 01' 24" O |
| Tláhuac                | 361.593          | 86               | 09011        | 19° 16' 14" N | 99° 00' 17" O |
| Tlalpan                | 677.104          | 312              | 09012        | 19° 17' 17" N | 99° 10' 01" O |
| Venustiano Carranza    | 427.263          | 34               | 09017        | 19° 25' 09" N | 99° 06' 49" O |
| Xochimilco             | 415.933          | 118              | 09013        | 19° 15' 48" N | 99° 06' 17" O |